# LPAR4
No campo da biologia molecular, o receptor 4 do ácido lisofosfatídico também conhecido como LPAR4 e GPR23, é uma proteína que pertence ao grupo dos receptores P2Y e que, em seres humanos, é codificada pelo gene LPAR4.

## Leitura de apoio
- Adrian K, Bernhard MK, Breitinger HG, Ogilvie A (2000). «Expression of purinergic receptors (ionotropic P2X1-7 and metabotropic P2Y1-11) during myeloid differentiation of HL60 cells.». Biochim. Biophys. Acta. 1492 (1): 127–38. PMID 11004484
- Strausberg RL, Feingold EA, Grouse LH,;  et al. (2003). «Generation and initial analysis of more than 15,000 full-length human and mouse cDNA sequences.». Proc. Natl. Acad. Sci. U.S.A. 99 (26): 16899–903. PMID 12477932. doi:10.1073/pnas.242603899
- Noguchi K, Ishii S, Shimizu T (2003). «Identification of p2y9/GPR23 as a novel G protein-coupled receptor for lysophosphatidic acid, structurally distant from the Edg family.». J. Biol. Chem. 278 (28): 25600–6. PMID 12724320. doi:10.1074/jbc.M302648200
- Gerhard DS, Wagner L, Feingold EA,;  et al. (2004). «The status, quality, and expansion of the NIH full-length cDNA project: the Mammalian Gene Collection (MGC).». Genome Res. 14 (10B): 2121–7. PMID 15489334. doi:10.1101/gr.2596504
- Ross MT, Grafham DV, Coffey AJ,;  et al. (2005). «The DNA sequence of the human X chromosome.». Nature. 434 (7031): 325–37. PMID 15772651. doi:10.1038/nature03440
- Liu T, Qian WJ, Gritsenko MA,;  et al. (2006). «Human plasma N-glycoproteome analysis by immunoaffinity subtraction, hydrazide chemistry, and mass spectrometry.». J. Proteome Res. 4 (6): 2070–80. PMID 16335952. doi:10.1021/pr0502065